# باتيرنو (بازيليكاتا)
باتيرنو (بالإيطالية: Paterno)‏ هي بلدية في مقاطعة بوتنسا في إقليم بازيليكاتا الإيطالي.

## السكان
في سنة 1861 بلغ عدد السكان 3٬629 نسمة، وتطور العدد ليصل في سنة 2011 لـ 3٬423 نسمة.
يظهر هذا المخطط البياني تطور النمو السكاني لـ باتيرنو (بازيليكاتا)